# Disa inflexa
Disa inflexa är en orkidéart som först beskrevs av John Lindley, och fick sitt nu gällande namn av Mundt och Harry Bolus. Disa inflexa ingår i släktet Disa och familjen orkidéer. Inga underarter finns listade i Catalogue of Life.